# Samosvorný diferenciál

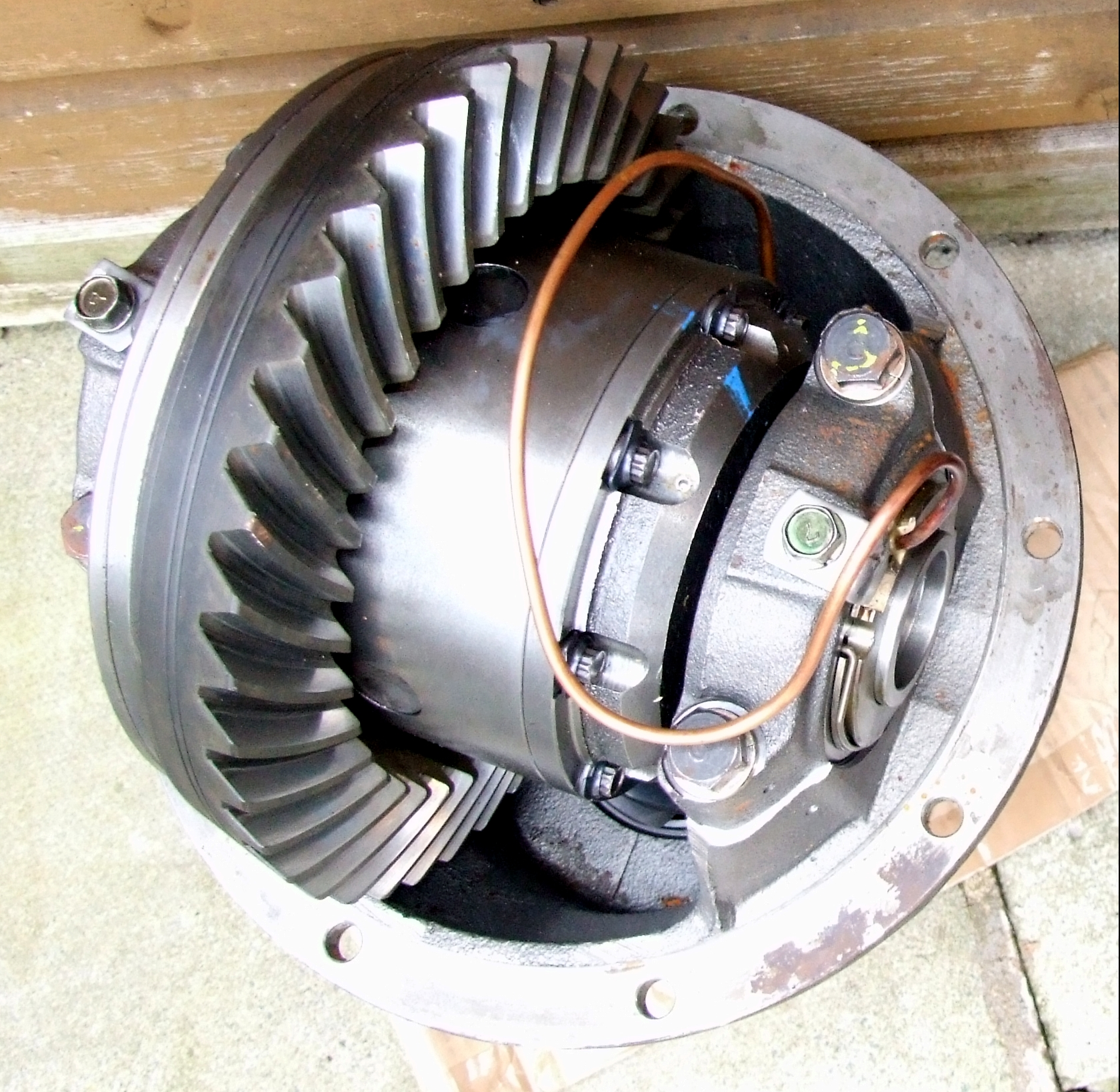
Samosvorný diferenciál ovládaný stlačeným vzduchem.

Samosvorný diferenciál (či též LSD z anglického limited slip differential) je diferenciál se zvýšeným vnitřním třením, který omezením rozdílu otáček na výstupech umožňuje nerovnoměrný přenos momentu na obě kola nebo nápravy na rozdíl od otevřeného diferenciálu, který rozděluje moment ve fixním poměru.
Tyto mechanismy se dělí na:
- působící na krouticí moment, např. Torsen, plátkový třecí mechanismus, kuželový třecí mechanismus
- aktivní při různých rychlostech, např. Haldex, viskózní spojky a systém snižující rychlost jednoho kola pomocí brzdy.